# 477

## Esdeveniments
- juliol - Constantinoble: Zenó entra sense oposició a la ciutat i recupera el control de l'Imperi Romà d'Orient. L'usurpador Basilisc és empresonat i deportat.
- Cartago: Huneric succeeix al seu pare Genseric com a rei dels vàndals.
- Dalmàcia: El deposat emperador romà Juli Nepot és reconegut com a emperador de la regió.
- Sofia (Dàcia): Els huns assolen la ciutat.
- Henan (Xina): és consagrat al mont Song el monestir Shaolin.

## Necrològiques
- 25 de gener - Cartago: Genseric, rei dels vàndals.
- Capadòcia: Basilisc, emperador romà oriental, empresonat.